# Геохімія ізотопів
Геохі́мія ізото́пів (рос. геохимия изотопов, англ. isotopes geochemistry) — розділ геохімії, який вивчає особливості утворення, існування та розподілу ізотопів хімічних елементів у природному геологічному середовищі.
У мінералах, гірських породах і водах (розчинах) завдяки тривалим однобічно спрямованим процесам, які повторюються протягом геологічного розвитку, хімічні елементи, які мають незначні розбіжності у масах ядер і однаковий заряд, розподіляються відповідні ізотопи. Такий розподіл, який має назву ізотопне фракціонування, для легких елементів часто сягає кількох відсотків.
Вивчаючи фізико-хімічними методами процеси розподілу ізотопів елементів (включно зі ступенем розподілу у природних речовинах) можна отримати відомості про умови утворення цих речовин і процеси у земній корі, що призвели до певного розподілу ізотопів. Ізотопними методами можна визначити температури утворення мінералів і гірських порід, джерела речовини зруденіння, визначити пошукові критерії корисних копалин та інше.
Ці методи можуть надати інформацію про процеси, що відбуваються у земній корі і глибинних зонах планети, яку неможливо отримати іншими способами. Вивчення у природному матеріалі співвідношень кількостей близьких за властивостями хімічних елементів використовується у геохімії для визначення параметрів швидкоплинних геохімічних процесів.
Стабільні ізотопи елементів внаслідок особливої близькості їх хімічних властивостей та обмеженої кількості процесів їх суттєвого розподілу у природі успішно використовуються як індикатори тривалих геологічних процесів.